# ヘンリク・パフルスキ
ヘンリク・パフルスキ（ポーランド語: Henryk Pachulski、1859年10月16日 - 1921年3月2日）は、ポーランド出身で主にロシア帝国で活動したピアニスト、作曲家、音楽教師。ロシアでの表記は「Гейнрих Альбертович Пахульский（Geinrikh Albertovich Pakhulsky、ゲインリフ・アルベルトヴィッチ・パフリスキー）」。

## 略歴
チャイコフスキーのパトロンとして知られるナジェジダ・フォン・メックの領地で森番を務めていたアルベルト・パフルスキの息子として、現在のポーランド（当時はポーランド立憲王国）東部、ルブリン県ワジ村に生まれる。フォン・メックに感化され、ヘンリクはワルシャワ音楽院に入学、ルドルフ・ストローブルやスタニスワフ・モニューシュコ、ヴワディスワフ・ジェレンスキに師事し、1876年に卒業する。その後、1880年にニコライ・ルビンシテインのモスクワ音楽院に入学、ルビンシテインの死後はアレクサンドル・ミハウォフスキやパーヴェル・パプスト、アントン・アレンスキーに師事し、1885年に卒業する。1886年からは同音楽院で教鞭をとるようになり、1916年に教授となる。パフルスキの教え子にはレインゴリト・グリエールやフセヴォロド・ザデラツキーなどがいる。

## 創作
ヘンリク・パフルスキは作曲家としても活動していた。また作曲に加え、チャイコフスキーの多くの作品をピアノの連弾向けに編曲している。その中には交響曲第4番、第5番、第6番があり、これらの編曲はチャイコフスキーに評価されている。
彼が作曲したピアノソナタ第1番ハ短調作品19はアレンスキーに、ピアノソナタ第2番ヘ長調作品27はセルゲイ・ラフマニノフに捧げられている。

## 家族
兄ヴワディスワフ・パフルスキ（1857年 - 1919年）は、チャイコフスキーのパトロンだった未亡人ナジェジダ・フォン・メックに楽士として雇われる。その後、彼女の個人秘書を務め、彼女の娘ユリヤ（1853年 - 1915年）と結婚している。また、彼はチャイコフスキーとフォン・メック夫人との関係を壊した張本人と見られている。